# Almamy Schuman Bah
Almamy Schuman Bah (ur. 24 sierpnia 1974 w Léhon) – piłkarz gwinejski grający na pozycji obrońcy. Posiada także obywatelstwo francuskie.

## Kariera klubowa
Bah urodził się we Francji, w rodzinie pochodzenia gwinejskiego. Karierę piłkarską rozpoczął w Cosmopolitan Club Taverny, a jego pierwszym profesjonalnym klubem w karierze był Le Mans FC. W 1997 roku awansował do kadry pierwszej drużyny, a 3 września 1997 zadebiutował w jego barwach w Ligue 2 w wygranym 2:0 wyjazdowym spotkaniu z FC Sochaux-Montbéliard. W zespole Le Mans grał przez sezon.
Latem 1998 roku Bah odszedł z Le Mans do LB Châteauroux. W nim po raz pierwszy wystąpił 29 sierpnia 1998 w zremisowanym 0:0 domowym meczu z Amiens SC. Na początku 2000 roku odszedł do CS Louhans-Cuiseaux, ale latem wrócił do Châteauroux.
W 2001 roku Bah ponownie zmienił klub i przeszedł do FC Metz. 19 maja 2001 zanotował swój debiut w pierwszej lidze francuskiej, w spotkaniu z Girondins Bordeaux (2:0). W 2002 roku spadł z Metz do drugiej ligi, ale pobyt w niej trwał tylko rok i w sezonie 2003/2004 Bah ponownie grał w pierwszej lidze.
Na początku 2004 roku Gwinejczyk odszedł z Metz do drugoligowego szwajcarskiego Neuchâtel Xamax. W sezonie 2004/2005 był piłkarzem Malatyasporu. W tureckiej lidze zadebiutował 14 sierpnia 2004 w meczu z BB Ankarasporem. Po grze w Turcji wrócił do Francji, gdzie występował w drużynach Clermont Foot i AS Cannes. Karierę zakończył w 2007 roku.
| Sezon   | Klub                | Kraj       | Rozgrywki            | Mecze | Bramki |
| ------- | ------------------- | ---------- | -------------------- | ----- | ------ |
| 1997/98 | Le Mans FC          | Francja    | Ligue 2              | 30    | 0      |
| 1998/99 | LB Châteauroux      | Francja    | Ligue 2              | 20    | 0      |
| 1999/00 | LB Châteauroux      | Francja    | Ligue 2              | 19    | 1      |
| 1999/00 | CS Louhans-Cuiseaux | Francja    | Ligue 2              | 4     | 0      |
| 2000/01 | LB Châteauroux      | Francja    | Ligue 2              | 12    | 0      |
| 2000/01 | FC Metz             | Francja    | Ligue 1              | 4     | 0      |
| 2001/02 | FC Metz             | Francja    | Ligue 1              | 12    | 1      |
| 2002/03 | FC Metz             | Francja    | Ligue 2              | 27    | 3      |
| 2003/04 | FC Metz             | Francja    | Ligue 1              | 5     | 0      |
| 2003/04 | Neuchâtel Xamax     | Szwajcaria | Challenge League     | 7     | 1      |
| 2004/05 | Malatyaspor         | Turcja     | Süper Lig            | 15    | 3      |
| 2005/06 | Clermont Foot       | Francja    | Ligue 2              | 9     | 0      |
| 2006/07 | AS Cannes           | Francja    | Championnat National | 29    | 1      |

## Kariera reprezentacyjna
W reprezentacji Gwinei Bah zadebiutował w 2003 roku. W 2004 roku podczas Pucharu Narodów Afryki 2004 był podstawowym zawodnikiem, a jego dorobek na tym turnieju to 3 mecze: z Demokratyczną Republiką Konga (2:1), z Rwandą (1:1) i ćwierćfinał z Mali (1:2).